# Alloclavaria
Alloclavaria is een monotypisch geslacht van schimmels behorend tot de familie Rickenellaceae. Het bevat alleen Alloclavaria purpurea.